# Philodromus silvestrii
Philodromus silvestrii este o specie de păianjeni din genul Philodromus, familia Philodromidae, descrisă de Caporiacco, 1940.
Este endemică în Somalia. Conform Catalogue of Life specia Philodromus silvestrii nu are subspecii cunoscute.